# 援軍
| ウィキペディアには「援軍」という見出しの百科事典記事はありません（タイトルに「援軍」を含むページの一覧/「援軍」で始まるページの一覧）。 代わりにウィクショナリーのページ「援軍」が役に立つかもしれません。 |